# Andana
Una  andana  o moll és, generalment, una plataforma elevada de ciment, formigó o, en alguns casos, de fusta, que permet el fàcil accés a un mitjà de transport com pot ser un tren, subterrànies, micro, etc. Per dalt de les andanes, és per on la gent circula, separant-los de la via fèrria.

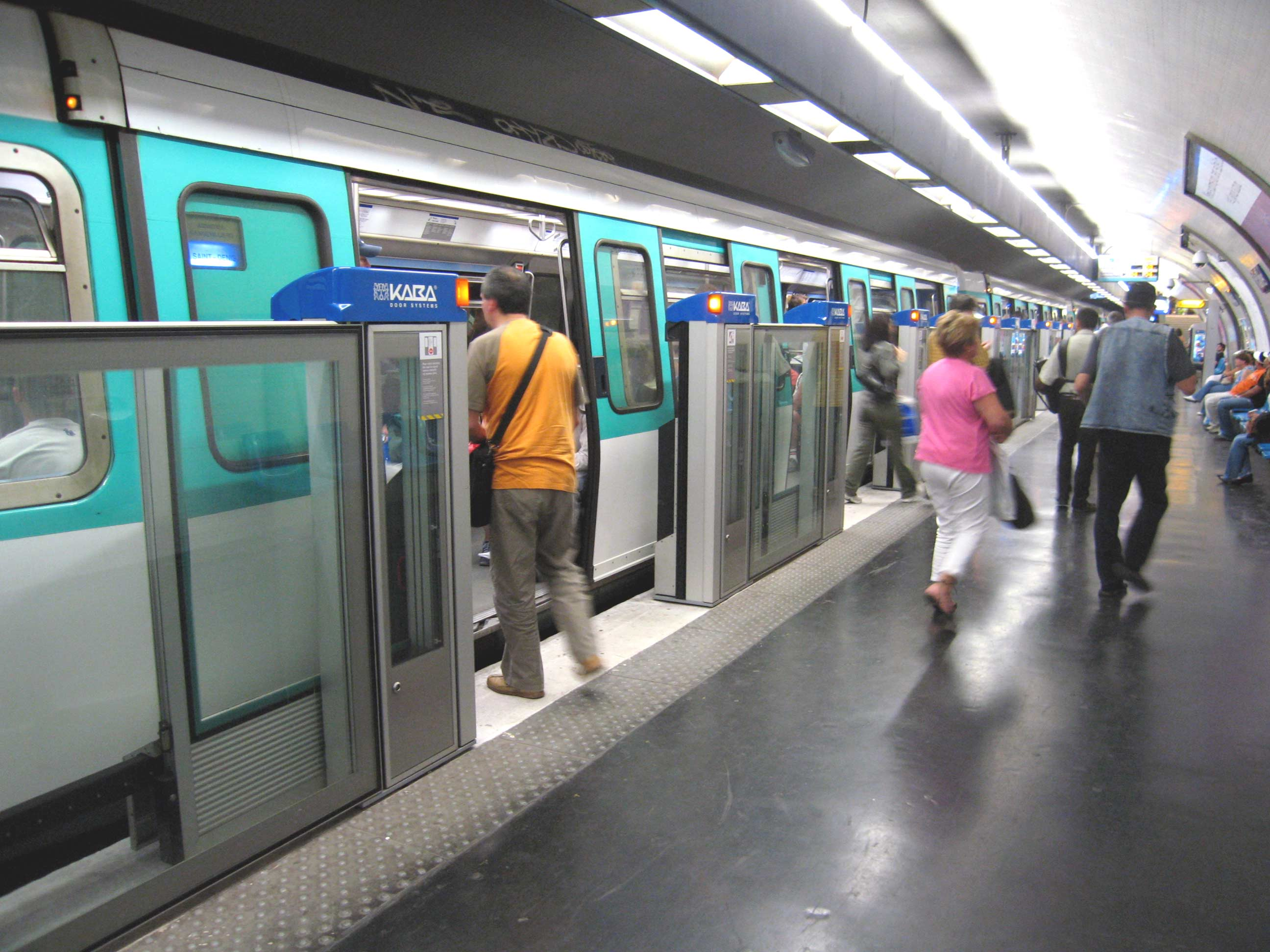
Una andana amb portes d'andana de mitja alçada a la línia 13 del metro de París.

Una consideració important, sobretot per assegurar l'accessibilitat per a persones amb mobilitat reduïda, és la diferència en alçada o distància entre l'andana i el terra del cotxe del tren, també conegut com el "gap". Per exemple, a Espanya, en el cas dels trens de Rodalies de les sèries 446 i 447, la diferència d'alçada entre l'andana i el terra dels trens pot estar entre 390 a 600 mm.
Moltes estacions de metro, com per exemple les de la Línia 1 del Metro de Sevilla o l'estació de Provença d'FGC, tenen ja instal·lades portes d'andana, o mampares de seguretat, en les seves andanes, i que estan sincronitzades amb les portes del tren per evitar així la caiguda de persones entre l'andana i el cotxe del tren, entre altres factors.